# 7771 Tvären
(7771) Tvären, denumire internațională (7771) Tvaren, este un asteroid din centura principală de asteroizi.

## Descriere
7771 Tvären este un asteroid din centura principală de asteroizi. A fost descoperit pe 2 martie 1992 la Observatorul La Silla în cadrul programului UESAC. Asteroidul prezintă o orbită caracterizată de o semiaxă mare de 2,66 ua, o excentricitate de 0,02 și o înclinație de 4,2° în raport cu ecliptica.